# Каор
Као́р (фр. Cahors) — місто та муніципалітет у Франції, у регіоні Окситанія, адміністративний центр департаменту Лот. Населення — 20 141 особа (01.01.2021).

## Географія
Муніципалітет розміщений на відстані близько 500 км на південь від Парижа, 95 км на північ від Тулузи.

## Історія
До 2015 року муніципалітет перебував у складі регіону Південь-Піренеї. Від 1 січня 2016 року належить до нового об'єднаного регіону Окситанія.

## Демографія
Динаміка населення (Cassini і INSEE ):
Розподіл населення за віком та статтю (2006):
| Стать | Всього | До 15 років | 15-24 | 25-44 | 45-64 | 65-85 | Понад 85 |
| --- | ------ | ----------- | ----- | ----- | ----- | ----- | -------- |
| Чоловіки | 9201   | 1581        | 1252  | 2316  | 2418  | 1503  | 131      |
| Жінки | 10 875 | 1407        | 1258  | 2615  | 2948  | 2198  | 449      |
| \| Статево-вікова піраміда \| Статево-вікова піраміда \| Статево-вікова піраміда \| \| ----------------------- \| ----------------------- \| ----------------------- \| \| Чоловіки \| Вік \| Жінки \| \| 131 \| 85 + \| 449 \| \| 285 \| 80-84 \| 557 \| \| 418 \| 75-79 \| 558 \| \| 379 \| 70-74 \| 545 \| \| 421 \| 65-69 \| 538 \| \| 453 \| 60-64 \| 589 \| \| 674 \| 55-59 \| 813 \| \| 648 \| 50-54 \| 830 \| \| 643 \| 45-49 \| 716 \| \| 630 \| 40-44 \| 718 \| \| 585 \| 35-39 \| 679 \| \| 555 \| 30-34 \| 604 \| \| 546 \| 25-29 \| 614 \| \| 538 \| 20-24 \| 606 \| \| 714 \| 15-20 \| 652 \| \| 549 \| 10-14 \| 535 \| \| 572 \| 5-9 \| 405 \| \| 460 \| 0-4 \| 467 \| |        |             |       |       |       |       |          |
| Статево-вікова піраміда |        |             |       |       |       |       |          |
| Чоловіки | Вік    | Жінки       |       |       |       |       |          |
| 131 | 85 +   | 449         |       |       |       |       |          |
| 285 | 80-84  | 557         |       |       |       |       |          |
| 418 | 75-79  | 558         |       |       |       |       |          |
| 379 | 70-74  | 545         |       |       |       |       |          |
| 421 | 65-69  | 538         |       |       |       |       |          |
| 453 | 60-64  | 589         |       |       |       |       |          |
| 674 | 55-59  | 813         |       |       |       |       |          |
| 648 | 50-54  | 830         |       |       |       |       |          |
| 643 | 45-49  | 716         |       |       |       |       |          |
| 630 | 40-44  | 718         |       |       |       |       |          |
| 585 | 35-39  | 679         |       |       |       |       |          |
| 555 | 30-34  | 604         |       |       |       |       |          |
| 546 | 25-29  | 614         |       |       |       |       |          |
| 538 | 20-24  | 606         |       |       |       |       |          |
| 714 | 15-20  | 652         |       |       |       |       |          |
| 549 | 10-14  | 535         |       |       |       |       |          |
| 572 | 5-9    | 405         |       |       |       |       |          |
| 460 | 0-4    | 467         |       |       |       |       |          |

## Економіка
Центр виноробства. Від назви міста походить назва вина кагор.
2010 року серед 12 766 осіб працездатного віку (15—64 років) 9031 була активною, 3735 — неактивними (показник активності 70,7%, у 1999 році було 71,8%). З 9031 активної мешканців працювали 7563 особи (3610 чоловіків та 3953 жінки), безробітними було 1468 (737 чоловіків та 731 жінка). Серед 3735 неактивних 1296 осіб було учнями чи студентами, 1400 — пенсіонерами, 1039 були неактивними з інших причин.

У 2010 році в муніципалітеті числилось 9888 оподаткованих домогосподарств, у яких проживали 19486,5 особи, медіана доходів виносила 18 124 євро на одну особу

## Персоналії
- Іван XXII (лат. Ioannes; 1249, Каор — 4 грудня 1334, Авіньйон) — сто дев'яносто п'ятий папа Римський, понтифікат якого тривав з 7 серпня 1316 до 4 грудня 1334 року.